# Hegel-Gymnasium Magdeburg
Das Hegel-Gymnasium Magdeburg liegt in der Landeshauptstadt Sachsen-Anhalts, Magdeburg. An ihm lernen etwa 970 Schüler, die von 64 Lehrern unterrichtet werden.

## Geschichte

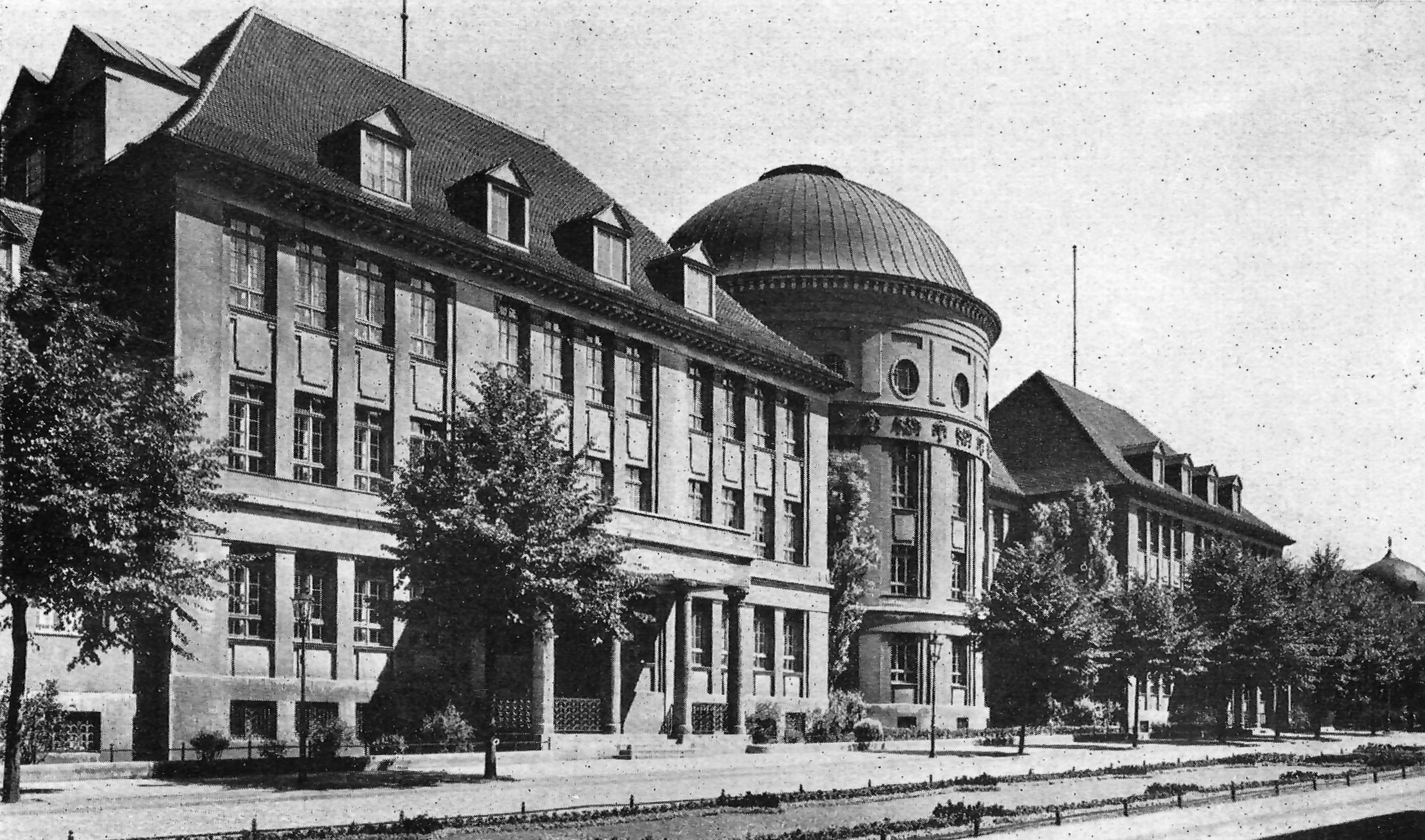
Gebäude des heutigen Hegel-Gymnasiums als Viktoriaschule in den 1920er Jahren

Mit Beginn des Schuljahres 1991/92 wurde im vereinten Deutschland in Sachsen-Anhalt das gegliederte Schulsystem eingeführt. Neben elf weiteren hatte der Magistrat der Stadt Magdeburg auch das Gebäude der Polytechnischen Oberschule „Juri Gagarin“ als Gymnasialstandort vorgesehen. Fast 1000 Schülerinnen und Schüler bewarben sich für dieses neue Gymnasium, darunter etwa 600 aus den Klassen mit erweitertem Russisch-Unterricht der Gagarin-Schule sowie etwa 150 aus den Chorklassen der Hegel-Leibniz-Schule. Auch die 65 Lehrkräfte dieser neuen Schule hatten vorher mehrheitlich an verschiedenen Magdeburger Schulen unterrichtet. Lehrmittel standen ausreichend zur Verfügung, aber das traditionsreiche Schulgebäude (das ehemalige Domgymnasium) war in einem stark renovierungsbedürftigen Zustand.
Nach umfangreichen Debatten und unter Einbeziehung der verschiedensten Gremien verständigte man sich auf eine Benennung der Schule nach Georg Friedrich Hegel als Hegel-Gymnasium zum 1. April 1993. Andererseits musste auch die inhaltliche Ausprägung geklärt werden. Da die Mehrzahl der Schüler aus sprachlich oder musisch orientierten Schulen stammten, sollte auch das Schulprofil dem entsprechen. Seit 1991 gibt es einen musischen Zweig am Hegel-Gymnasium. Die Schüler der sogenannten Chorklassen erhalten im Unterricht eine Ausbildung in den Fächern Stimmbildung, Sprecherziehung, Musiktheorie und Chorleitung und bilden den renommierten, auch über die Landesgrenzen hinaus erfolgreichen Kinder- und Jugendchor der Stadt Magdeburg. Durch ein möglichst vielseitiges Fremdsprachenangebot sollte die sprachliche Profilierung erfolgen. Neben Englisch als erster Fremdsprache haben die Schüler die Möglichkeit, Französisch, Latein, Russisch, Italienisch und Spanisch zu lernen. Die Nachfrage für das Fach Russisch ist im Verlaufe der Jahre so stark zurückgegangen, dass es heute nicht mehr angeboten wird. Die sprachliche Profilierung wurde mit der Einführung eines bilingualen Zweiges im Jahre 1995 fortgesetzt. Diese Ausbildung ist dadurch geprägt, dass die Schüler den Unterricht in den Fächern Geschichte und Geografie in englischer Sprache erhalten.
Bereits 1993 deutete sich eine Lösung des Gebäudeproblems an. Die Stadt beabsichtigte, den repräsentativen Komplex der Bismarck- bzw. der Viktoriaschule am Ende der Hegelstraße wiederaufzubauen. Da sich das derzeitige Schulhaus nicht weit von diesem Gebäudekomplex befand und für 1000 Schüler auch zu klein war, sollte das Hegel-Gymnasium der neue Nutzer nach der Fertigstellung sein. Im ersten Bauabschnitt wurde das Gebäude der ehemaligen Viktoriaschule saniert. Nach der feierlichen Einweihung erfolgte am 21. Juni 1996 zum Schuljahresbeginn der Einzug der 5. bis 9. Klassen in das neue Schulgebäude. Nach zwei weiteren Jahren war auch der Wiederaufbau der Bismarckschule abgeschlossen und somit der Gesamtkomplex im Wesentlichen fertiggestellt. Somit war zum neuen Schuljahr 1998 ein neues Domizil für das ganze Hegel-Gymnasium hergestellt.
Vollständig und abgeschlossen wurde der Bau durch eine gartenarchitektonische Gestaltung des Innenhofes mit viel Grün, aber auch Sportmöglichkeiten für die Schüler.
Das Hegel-Gymnasium ist vier- bis fünfzügig ausgebaut von Klasse 5–12. In jedem Schuljahrgang existiert eine Chorklasse, eine Bilingualklasse und zwei „reguläre“ Klassen.
Der Unterricht erfolgt in allen Klassen auf der Grundlage der für das Land Sachsen-Anhalt verbindlichen Stundentafel. Der zusätzliche Unterricht im musischen und im bilingualen Zug erfolgt über die Stundentafel hinaus.

## Musischer Zweig
Der musische Zweig umfasst die Jahrgangsstufen 5–10. In jedem dieser Jahrgänge wird eine Chorklasse mit erweitertem Musikunterricht gebildet. Die Schüler dieser Klassen bilden den Kinder- und Jugendchor Magdeburg. Die Ausbildung der Schüler erfolgt im Musikunterricht und in den im außerunterrichtlichen Bereich angesiedelten Chorproben und Auftritten.
Im wöchentlich dreistündig erteilten Musikunterricht erhalten die Schüler neben der Vermittlung der Themen der Rahmenrichtlinien für das Fach Musik eine Ausbildung in Stimm- und Gehörbildung, Musiktheorie, Sprecherziehung und Chorleitung.
Folgende Abschlüsse können erreicht werden:
- Jahrgang 8: Grundstufenabschluss Musiktheorie,
- Jahrgang 10: Chorleiterprüfung C1

### Chorarbeit
Die Arbeit erfolgt in den Teilchören Kleiner Chor, Nachfolgechor, Extrachor, Auswahlchor, Kammerchor, sowie mit Solisten und Sologruppen.
Die wöchentliche Probenarbeit umfasst ein Zeitvolumen von etwa zwei bis fünf Stunden pro Schüler je nach Alter und Mitwirkung in verschiedenen Teilchören. Höhepunkte des chorischen Wirkens sind die alljährlichen Weihnachts- und Frühlingskonzerte, die Chorfreizeit in Zichtau sowie die Reisen des Auswahlchores zu Konzerten und Wettbewerben im In- und Ausland.

### Aufnahme in den Chor
Die Aufnahme in den Chor erfolgt bereits zum Beginn des 4. Schuljahrgangs. Die Bewerbung erfolgt innerhalb des 3. Schuljahrgangs. Es findet eine Eignungsprüfung statt. Voraussetzung für eine Aufnahme sind eine sehr gute Stimme sowie überwiegend sehr gute schulische Leistungen. Es wird eine Gruppe in Klassenstärke gebildet. Ist die Mitarbeit im Chor während des 4. Schuljahrgangs erfolgreich und liegt eine Schullaufbahnempfehlung für das Gymnasium vor, so werden die Schüler automatisch in die in jedem Schuljahr neuzubildende 5. Chorklasse des Hegel-Gymnasiums übernommen. Der Verbleib in der Chorklasse und die Mitarbeit im Chor ist verpflichtend bis einschließlich Klasse 10.

## Bilingualer Zweig
Der bilinguale Zweig umfasst die Klassen 5–12. In jedem Schuljahrgang existiert eine Bilingualklasse.
In den Jahrgängen 5 und 6 erhöht sich die Wochenstundenzahl im Fach Englisch um zwei auf sieben. Aufsteigend ab siebenter Klasse wird das Fach Geografie in englischer Sprache unterrichtet. Die Wochenstundenzahl erhöht sich um eine Stunde. Mit Beginn des 9. Jahrgangs wird auch das Fach Geschichte in englischer Sprache erteilt. Die Wochenstundenzahl erhöht sich ebenfalls um eine Stunde. Der Verbleib in der Bilingualklasse und der bilinguale Unterricht in Geschichte und Geografie ist verpflichtend für alle Schüler bis einschließlich des 10. Schuljahrganges.
Auch in den beiden Kursstufenjahrgängen 11 und 12 kann der Unterricht in beiden Fächern bilingual fortgesetzt werden. Es besteht die Möglichkeit, sowohl in Geschichte als auch in Geografie die Abiturprüfung in englischer Sprache abzulegen.
Die Aufnahme in die Bilingualklasse erfolgt in Klasse 5 auf der Grundlage der Noten des Halbjahreszeugnisses der 4. Klasse. Aufgenommen werden können allerdings nur diejenigen Schüler, deren Anmeldung am Hegel-Gymnasium erfolgreich war. Aus der Erfahrung ist es so, dass alljährlich die Anmeldezahlen die Aufnahmekapazität erheblich übersteigen. In diesem Fall erfolgt die Aufnahme per Losentscheid.

## Sonstiges

### Wahlpflicht- und Fremdsprachenunterricht
Die erste Fremdsprache Englisch ist für alle Schüler ab Klasse 5 verpflichtend.
Im 7. Schuljahr muss eine zweite Fremdsprache dazugewählt werden. Die Schüler können sich zwischen Französisch und Latein entscheiden. Beide Fremdsprachen müssen aufsteigend bis zum 10. Schuljahr belegt werden.
Im Jahrgang 9 kann eine dritte Fremdsprache dazugewählt werden. Im zweijährigen Wechsel werden Spanisch bzw. Italienisch angeboten. Schüler, die sich im Jahrgang 9 nicht für die dritte Fremdsprache entscheiden, müssen ein Fach aus dem Kanon: Psychologie, Wirtschaftslehre, Informatik, Rechtskunde und Astronomie belegen.
Entweder die dritte Fremdsprache oder eines der übrigen Fächer müssen bis zum Abitur belegt werden. Ein Wechsel nach Klasse 10 ist möglich, schließt aber eine Abiturprüfung in diesem Fach aus.
Verpflichtend ist für alle Schüler der Klassen 5–12 die Teilnahme am Unterricht in einem der Fächer Ethik, evangelische oder katholische Religion.

### Ergänzende Unterrichtsangebote/Förderunterricht
- Jahrgang 5 und 6: Lerntechniken – Das Lernen lernen (eine Wochenstunde verpflichtend für alle Schüler ohne Benotung)
- Jahrgang 5 und 6: Förderunterricht in Deutsch, Mathematik und Englisch (eine Wochenstunde, die Teilnahme an einem der Fächer ist verpflichtend auf Anordnung des jeweiligen Fachlehrers oder auf Wunsch der Eltern)
- Jahrgang 7 und 8: Arbeit am PC (eine Wochenstunde verpflichtend für alle Schüler ohne Benotung)
- Alle Jahrgänge: Förderunterricht in Mathematik, Deutsch Englisch, Französisch, Latein (nach Bedarf und personellen Möglichkeiten der Schule)

### Außerunterrichtliche Angebote und Aktivitäten
Arbeitsgemeinschaften
- Sport: Basketball, Volleyball, Fußball, Leichtathletik, Handball, Fitness, Unihockey, Sport und Spiel, Line Dance, Badminton,
- Kunst und Kultur: Keramik, Aquarellmalerei, Fotografie, Papierherstellung und -gestaltung, Kammerorchester/Bluesgruppe, Theatergruppe „Durch-Schnitt“, Theatergruppe „Rahmenlos“, Kabarett „Die Vielosoffen“, Programmgestaltung/Szenisches Gestalten
- Sonstige: Schülerzeitung „Hegels Beste“, Schulgeschichte, Schülerfirma, Begabtenförderung Mathematik, Informatik – Gestaltung von Webseiten, Vorbereitung auf das Cambridge Certificate, Biologie-Club

### Tag der offenen Tür
Am letzten Samstag vor den Winterferien findet von 10 bis 13 Uhr ein Tag der offenen Tür statt. Eingeladen sind Schüler der vierten Klassen und deren Eltern, die an einer künftigen gymnasialen Ausbildung interessiert sind, aber auch die Eltern der Schüler, die sich mit dem Schulleben näher vertraut machen möchten. Die Teilnahme aller Schüler der Schule ist verpflichtend.

## Bekannte Lehrer und Schüler

### Lehrer
- Jens Klimek (* 1984), Musiker, Komponist und Chorleiter

### Schüler
- Igor Dolgatschew (* 1983), Schauspieler
- Samanta Hinz (* 1992), Tänzerin und Schauspielerin